# Punta Ala
Punta Ala (già Punta Troia) è una frazione del comune italiano di Castiglione della Pescaia, nella provincia di Grosseto, in Toscana.
È una nota località balneare adagiata sulle pendici settentrionali dell'omonimo promontorio, nella Maremma grossetana.

## Storia
Denominata precedentemente Punta Troia, dal nome dell'Isolotto della Troia, toponimo derivante dalla corruzione fonetica dell'antico Portus Traiani ricordato dalle fonti latine e oggi più conosciuto come Isolotto dello Sparviero;Nel 1931 fu l'aviatore italiano Italo Balbo,che aveva acquistato alcune fortificazioni e ville nella zona e che poi divennero sue residenze, a mutare il nome in Punta Ala, traendolo dal gergo aeronautico.
"Balbo comperò per i suoi riposi il famoso torrione di Punta Troja, da lui ribattezzata Punta Ala perchè non sembrava carino portare delle signore in un posto dal nome così poco gentile"
Il moderno centro turistico si è sviluppato nel corso del XX secolo, in particolare negli anni settanta. La località è rinomata per l'attrezzatissimo porto turistico e per le regate veliche che vengono organizzate dal locale Yacht Club Punta Ala, culla di Luna Rossa. Il luogo è meta turistica di élite in ogni stagione, grazie alla presenza di lussuosi residence, seconde case e imbarcazioni ormeggiate presso il porto.

## Monumenti e luoghi d'interesse

### Architetture religiose

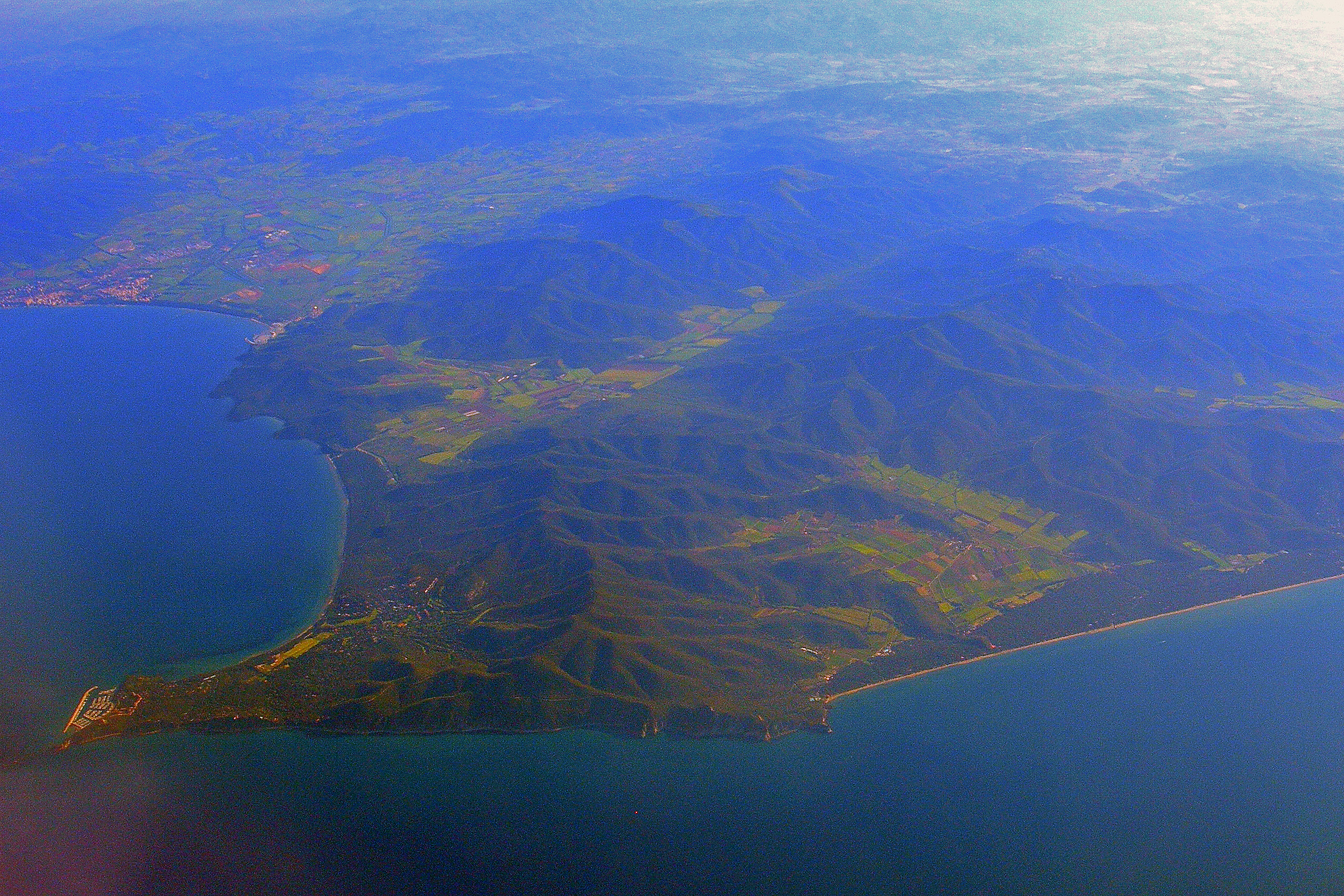
Vista aerea di Punta Ala e del territorio circostante

- Chiesa della Signora della Consolata, moderno edificio di culto realizzato nel 1961 su progetto degli architetti Walter Di Salvo e Francesco Paolo Piemontese. Si presenta come chiesa a capanna in legno e rame particolare per il suo inusuale e singolare aspetto[2].
- Cappella di Sant'Antonio, piccolo luogo di culto situato nel castello, risalente al 1707.

### Architetture civili
Con lo sviluppo di Punta Ala come località balneare nel corso del Novecento, sono stati costruiti numerosi complessi residenziali turistici e di servizi, oltre che numerose lottizzazioni, tra i quali sono da ricordare per il loro contributo alla storia della frazione e all'architettura contemporanea soprattutto i seguenti:
- Il Complesso residenziale Cala del Pozzo, sul lungomare del porto, realizzato su progetto di Ignazio Gardella tra il 1962 e il 1966, uno dei primissimi interventi che ha delineato l'aspetto che il porto ha ancora oggi[3][4][5][6].
- Il Centro commerciale Il Gualdo, realizzato dall'architetto Ludovico Quaroni nel 1967[7][8].
- Il complesso Lo Scoglietto, costruito tra il 1968 e il 1975 su progetto di Walter Di Salvo[9].
- Il residence La Sirenetta, risalente al 1984 e ideato dall'architetto Luigi Rafanelli[10][11].

In quanto località turistica di ampio richiamo internazionale, sono da segnalare anche alcune strutture ricettive di interesse architettonico quali il Bar La Vela, primissimo manufatto realizzato a Punta Ala ad eccezione delle case coloniche, costruito nel 1960 su progetto di Walter Di Salvo; il Ristorante La Bussola, risalente al 1965 e sempre opera dell'architetto Di Salvo; e il Punta Ala Club House, grande struttura vasta 60 ettari realizzata nel 1964 su progetto di Francesco Paolo Piemontese.

#### Ville
Di notevole interesse alcune ville realizzate per un turismo d'élite, delle quali riportiamo le più interessanti dal punto di vista architettonico:
- Villa Allemandi, realizzata tra il 1959 e il 1961 su progetto di Franco Albini e Franca Helg nel rione Pozzino[16][17][18].
- Villa Piccioli, risalente al 1961 su progetto di Walter Di Salvo, situata in un'area isolata a picco sul mare denominata Poggio Rio Palma[19].
- Villa Marzocchi, elegante struttura in legno con pareti a vetrate sul mare nel rione Poggio del Barbiere, realizzata nel 1962 dall'architetto Di Salvo[20], ispirata al linguaggio di Frank Lloyd Wright[21].
- Villa Nanni, realizzata nel rione Scoglietto su progetto di Di Salvo nel 1963, è interamente impostata su forme planimetriche circolari di raggio differente[22][23].
- Villa Alilot, un tempo conosciuta come Villa Martinelli, costruita nel 1963 su progetto di Valdemaro Barbetta e Bruno Martini nel rione Pozzino, e rimodernizzata nel 2004 dall'architetto Piemontese[24][25].
- Villa a ventaglio, costruita nel 1964 nel rione Poggettone, si snoda su diversi piani che seguono la pendenza del terreno[26][27].
- Villa Lorenzini, suggestiva abitazione costruita sul crinale del promontorio che da Punta Ala scende verso Rocchette, realizzata nel 1965 su progetto di Alfonso Stocchetti[28][29].
- Villa Di Salvo, villa personale dell'architetto Di Salvo costruita nel 1976 nel rione Scoglietto, che richiama esplicitamente Richard Neutra e che si ispira ad Alvar Aalto per gli arredi interni che, insieme ai divisori, sono costruiti con il mattone smaltato bianco[30][31][32].
- Villa Rusconi-Quiriconi, realizzata tra il 1977 e il 1980 dall'architetto Di Salvo nel rione Poggettone a strapiombo sul mare, che si sviluppa lungo la grande scala che collega i due piani dell'edificio[33][34][35].
- Villa Guerrini, realizzata nel 1961 dall'architetto Piemontese, seconda casa realizzata a Punta Ala.

### Architetture militari
Pur presentandosi come una moderna, funzionale ed esclusiva località balneare, Punta Ala era luogo di confine tra il Principato di Piombino a nord e il Granducato di Toscana a sud. Il timore di invasioni piratesche fece sì che venissero innalzate alcune fortificazioni a difesa di questo tratto costiero.
- La Torre Hidalgo, che domina il moderno abitato, venne fatta costruire nel corso del Cinquecento a difesa dell'estremità meridionale del Principato di Piombino
- Il Castello di Punta Ala, anch'esso cinquecentesco venne eretto dai Medici sul promontorio a sud-est della località per il controllo del tratto costiero a nord di Castiglione della Pescaia.
- La Torre degli Appiani fu fatta costruire dagli omonimi principi di Piombino sull'Isolotto dello Sparviero di fronte all'attuale abitato, per potenziare il sistema difensivo del loro principato, oggi è abbandonata.

## Società

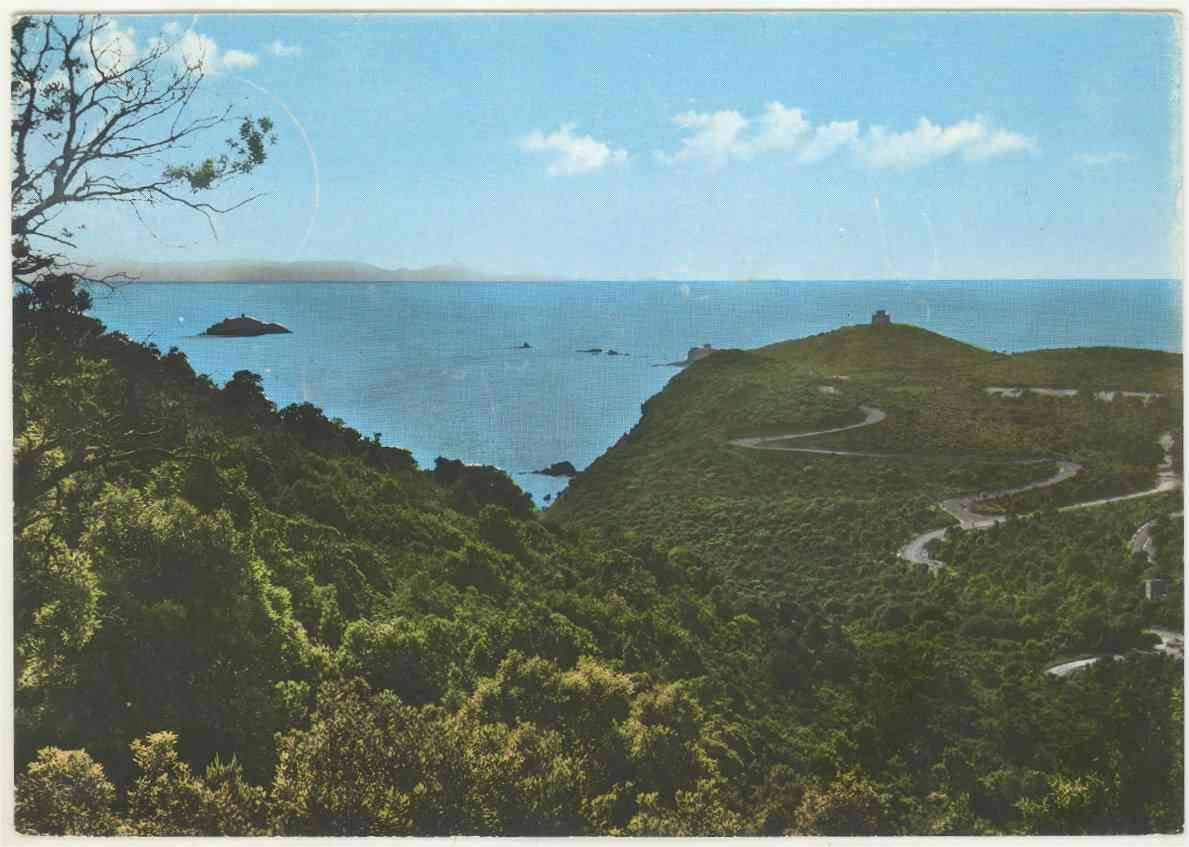
Panorama di Punta Ala in una cartolina del 1962.

### Evoluzione demografica
Quella che segue è l'evoluzione demografica della frazione di Punta Ala. Sono indicati gli abitanti del centro abitato e dove è possibile è inserita la cifra riferita all'intero territorio della frazione.
| Anno | Abitanti       | Abitanti |
| Anno | Centro abitato | Frazione |
| ---- | -------------- | -------- |
| 1961 | 21             | 33       |
| 1981 | 261            | 264      |
| 1991 | 251            | -        |
| 2001 | 319            | -        |
| 2011 | 402            | -        |

## Cultura

### Cinema
- Mio figlio Nerone (1956)
- L'anatra all'arancia (1975)
- In viaggio con papà (1982): alcune scene sono state girate a Punta Ala presso il complesso Cala del Porto e nella Villa Lorenzini lungo la strada panoramica[36].
- Viola bacia tutti (1997)

## Geografia antropica
Punta Ala si presenta come una moderna località balneare caratterizzata dalla presenza di un attrezzato porto turistico, dotato di numerosi servizi, che funge da nucleo e da vertice per tutte le attività, contorniato da numerose e distinte lottizzazioni residenziali realizzate a partire dagli anni sessanta del Novecento lungo la strada provinciale. È così possibile suddividere facilmente la frazione nei seguenti rioni:
- Cala del Pozzo
- Il Fornino
- Il Gualdo
- Il Poggettone
- Il Pozzino
- Il Renaione
- La Molletta
- Lo Scoglietto
- Poggio alle Mandrie
- Poggio del Barbiere

## Infrastrutture e trasporti

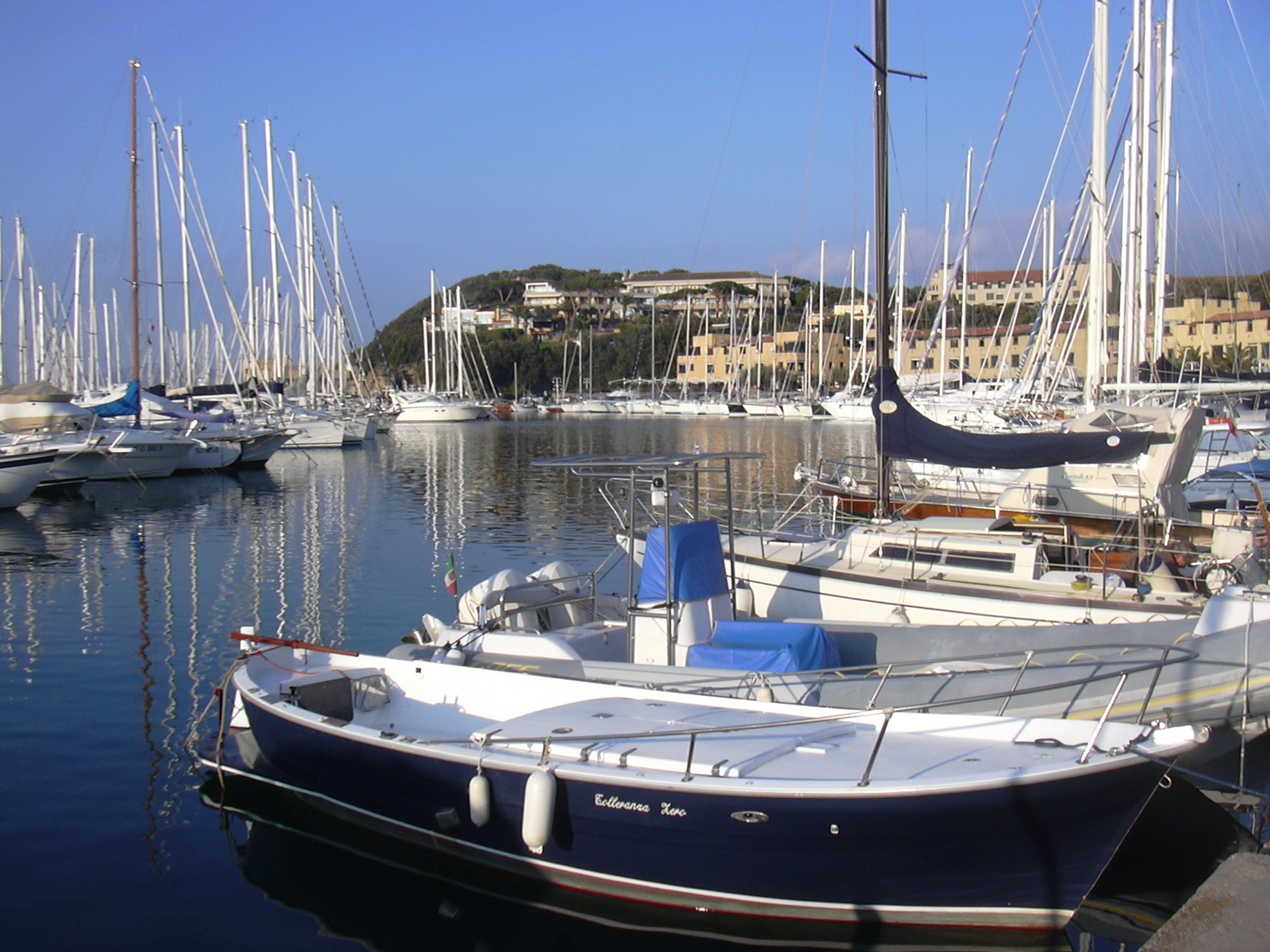
Veduta del porto.

### Strade
La frazione è posizionata lungo la strada provinciale 158 delle Collacchie, già strada statale 322, che collega le città di Follonica e Grosseto attraversando i centri abitati della costa tirrenica. Si raggiunge tramite una deviazione al bivio di Pian d'Alma.

### Porti
La frazione è servita da un porto turistico denominato Marina di Punta Ala.

## Sport
La frazione ha una solida tradizione nella vela, in quanto è sede dello Yacht Club Punta Ala, fondato nel 1976 e che ha dato vita al progetto di Luna Rossa, imbarcazione italiana che ha partecipato alle regate di America's Cup nel 2000 e a quattro edizioni della Louis Vuitton Cup. Il paese è noto anche per possedere uno dei campi da golf più grandi della provincia, dove ha sede il Golf Club Punta Ala, fondato nel 1964.
A Punta Ala è presente anche una società calcistica, l'ASD Libero Punta Ala FC, militante in Terza categoria provinciale.

## Galleria d'immagini

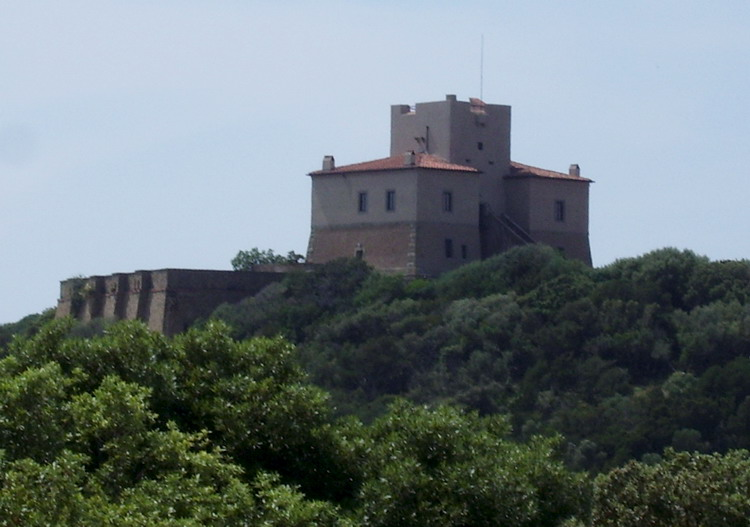
Il castello
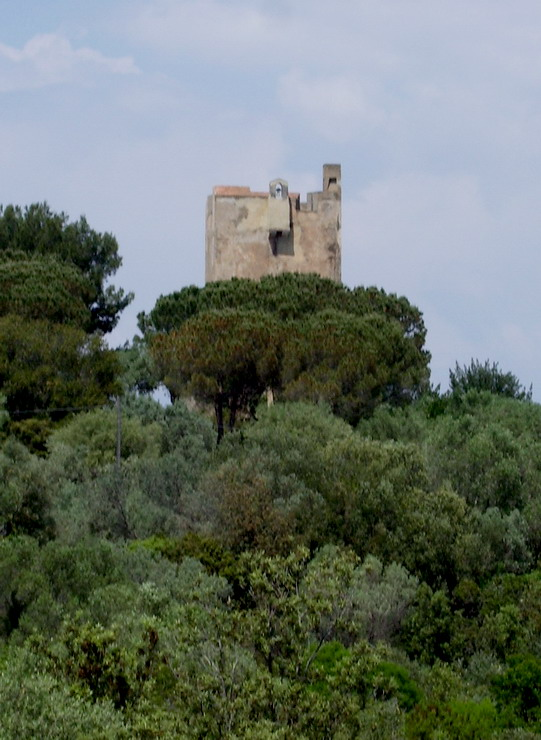
La Torre Hidalgo
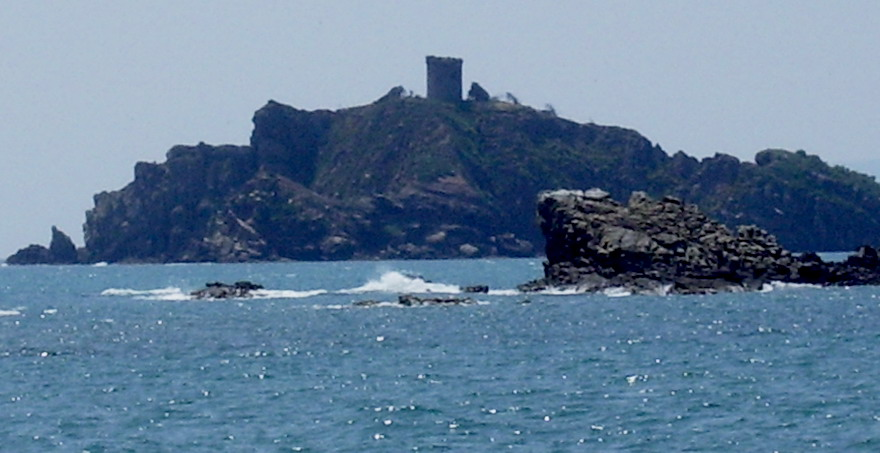
L'Isolotto dello Sparviero con la Torre degli Appiani
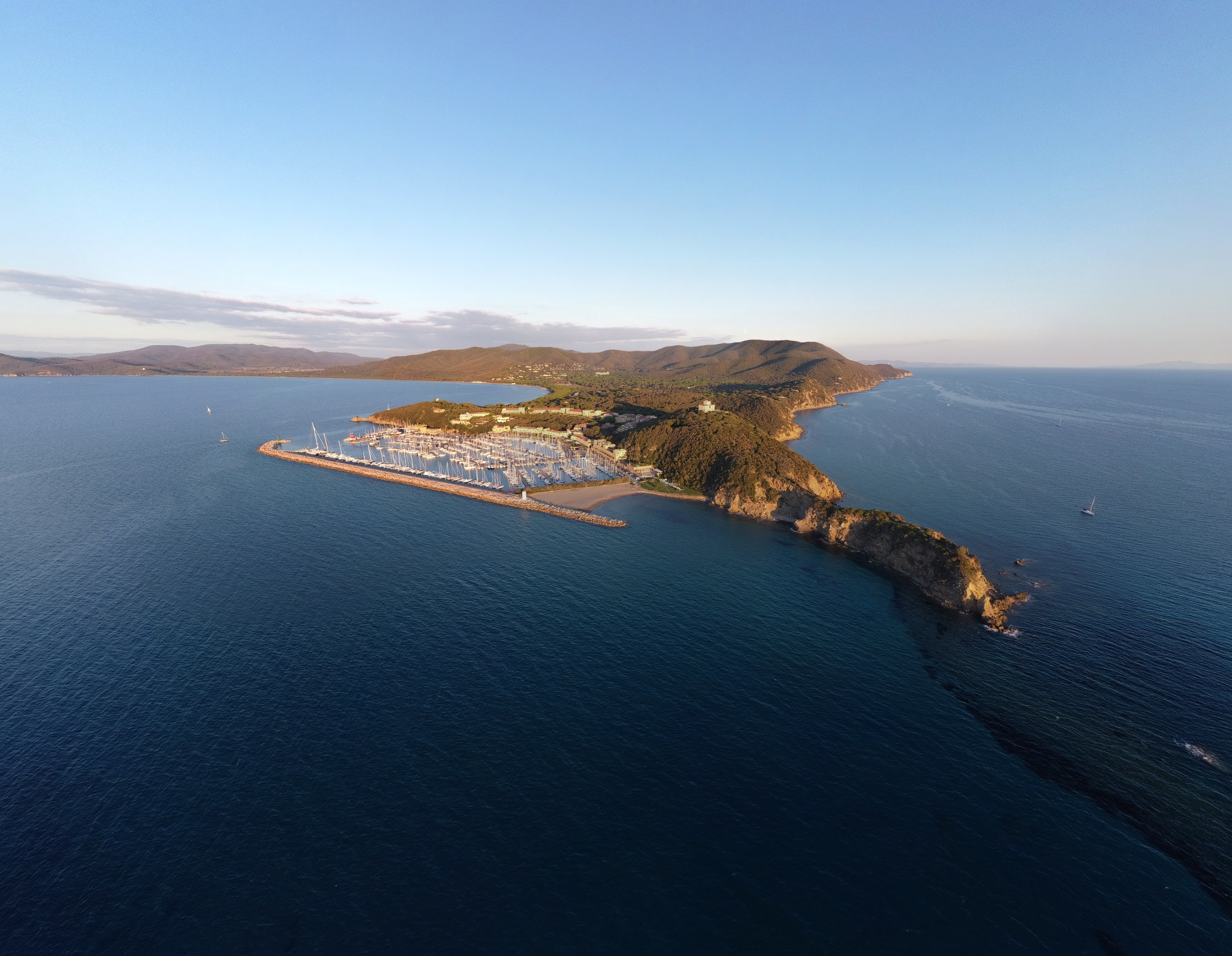
Il promontorio visto in volo da sopra l'isolotto dello Sparviero
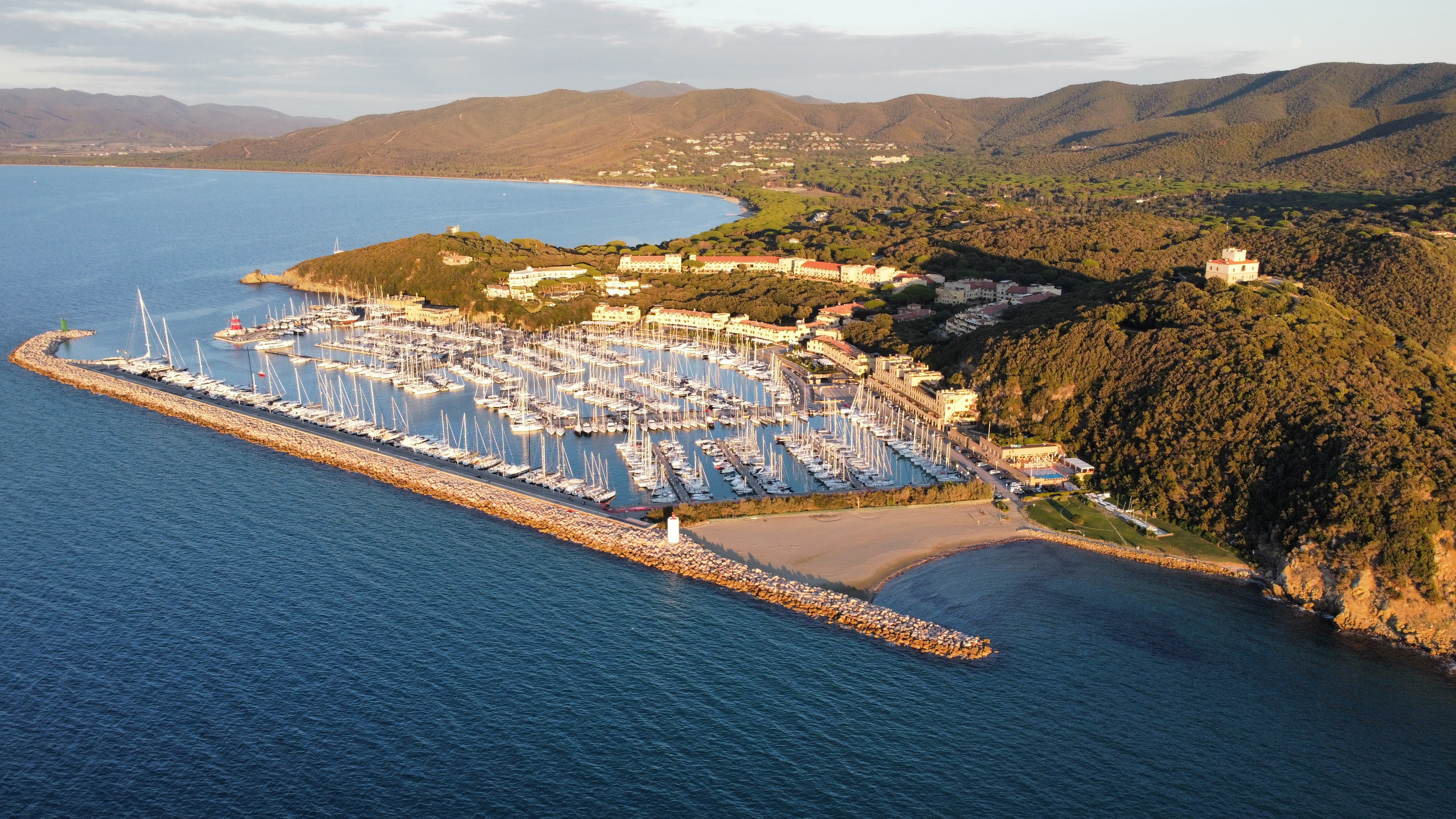
Vista dall'alto del Marina